# Іст-Ліберті (Огайо)
Іст-Ліберті (англ. East Liberty) — переписна місцевість (CDP) в США, в окрузі Лоґан штату Огайо. Населення — 371 особа (2020).

## Географія
Іст-Ліберті розташований за координатами 40°20′2″ пн. ш. 83°35′6″ зх. д. / 40.33389° пн. ш. 83.58500° зх. д. (40.333938, -83.585019).  За даними Бюро перепису населення США в 2010 році переписна місцевість мала площу 4,09 км², уся площа — суходіл.

## Демографія
Згідно з переписом 2010 року, у переписній місцевості мешкало 366 осіб у 142 домогосподарствах у складі 108 родин. Густота населення становила 90 осіб/км².  Було 157 помешкань (38/км²).
Расовий склад населення:
| - 98,6 % — білих - 0,5 % — корінних американців |

До двох чи більше рас належало 0,0 %. Частка іспаномовних становила 1,6 % від усіх жителів.
За віковим діапазоном населення розподілялося таким чином: 22,7 % — особи молодші 18 років, 62,0 % — особи у віці 18—64 років, 15,3 % — особи у віці 65 років та старші. Медіана віку мешканця становила 41,4 року. На 100 осіб жіночої статі у переписній місцевості припадало 95,7 чоловіків;  на 100 жінок у віці від 18 років та старших — 96,5 чоловіків також старших 18 років.
Середній дохід на одне домашнє господарство  становив 68 698 доларів США (медіана — 75 324), а середній дохід на одну сім'ю — 78 935 доларів (медіана — 76 042). За межею бідності перебувало 6,9 % осіб, у тому числі 0,0 % дітей у віці до 18 років та 45,9 % осіб у віці 65 років та старших.
Цивільне працевлаштоване населення становило 126 осіб. Основні галузі зайнятості: публічна адміністрація — 34,1 %, виробництво — 19,0 %, освіта, охорона здоров'я та соціальна допомога — 16,7 %.